# 亞空間
亚空间（英文：Sub-space）即次空間、超空間、子空間，是科幻小說及物理學用語，是存在的非正物质空间也就是反物质空间中间的一层阻隔界，從愛因斯坦的相对论得出现有世界存在属正（反）物质世界那必定有另一（反）正物质世界。相互作用从而保持宇宙拓展并不崩溃收缩。如正反物质世界相撞（中间界受损或人为制造反物质）亚空间可使双方空间时间扭曲从而达到瞬间到达或瞬间消失的效果。也就是說，亚空间是一個完全包含在另一個空間中的空間，或者其中的點和元素都在另一個空間中的空間。
簡單來說，亚空间意思是「與同一空間並存，但又不屬於其空間的空間」，而這概念與分級層次的「多維空間」很像，但不同的是，是四維空間比三維空間多出一條線、要素(但是這條線與要素絕不可能是時間)，那四維空間就是比三維空間高出一個階級。但「亞空間」卻跟「一般空間」一樣，絕不會多也不會少，只是兩個空間不會相交也不能從「正常管道」進入。空間與亞空間的關係就像照鏡子的關係，鏡子裡面的空間外部既非「三維空間」而內部也非「二維空間」，這種同處卻不同世界的空間就叫做「亞空間」。亞空間在科幻小說中也可以解釋作一個假想的時空連續體（时间与空间共同组成的四维时空结构）。
以爱因斯坦所提到的「四度空间」模型，我们所身处的三度宇宙空间亦会向第四度（时间轴）弯曲，一如二度空间的平面向三度空间弯曲, 而形成一个球形。把我们所身处的宇宙想像成这样的一颗球，只差是向时间轴弯曲而不是向Z轴弯曲。我们所处的空间即是球体的最表面，而从表面往球中心点算进去，就是所谓的亚空间。所以，科幻中提到的“亚空间旅行”，是在球内部的同心球体表面上前进。以星际旅行中的曲速为例，曲速越大，就是在更小的球表面运动。而曲速就是圆心本身。
航天器如星艦利用曲速線圈（warp coil）產生子空間場（subspace field），當其呈現不對稱蠕動形式並達到一定場強之後，會成為曲速場（warp field）。此時航行器會處在曲速泡（warp bubble）中而超光速的星際旅行可以達成，迴避了物理上的光速限制。在星際奇旅設定中，透過子空間傳達無線電頻訊息（radio）則能以極高的超光速速度（曲速9.9997級=光速的198696倍）傳遞訊息；假設彼此距離不是極遠，則近乎即時的星際通訊可以達成。但在廣大的宇宙空間中，往往需要設置子空間訊息中繼站（subspace radio relay）來加強訊號與加速傳遞。
子空間的另外主要用途是拿來減少慣性質量，出現在星艦迷航記第二代系列—銀河飛龍第三季影集“Déjà Q”中，用以減輕衛星慣性質量，使其容易被推動以改變軌道高度，避免逐漸下墜最後撞上行星而造成災難。